# 前田直輝
前田 直輝（まえだ なおき、1994年11月17日 - ）は、埼玉県浦和市（現：さいたま市緑区）出身のプロサッカー選手。Jリーグ・サンフレッチェ広島所属。ポジションはフォワード、ミッドフィールダー。

## 経歴

### 東京ヴェルディ
ドリブルが持ち味のレフティー。北浦和サッカースポーツ少年団に在籍後に小学生年代より東京ヴェルディのアカデミーに所属した。東京Vユース在籍時の2012年には2種登録選手としてトップチームに登録され、10月21日のJ2第39節・栃木SC戦で公式戦デビューを果たすなど、公式戦4試合に出場した。2013年よりトップチームに昇格。2014年よりチームの副主将を務める。

### 松本山雅FC
2015年、松本山雅FCへ期限付き移籍。5月2日、アルビレックス新潟戦で移籍後初得点。6月22日、7月1日に行われるU-22日本代表のメンバーに初選出された。自身初のJ1でのプレーとなったがリーグ戦31試合に出場を果たした。

### 横浜F・マリノス
2016年、ベガルタ仙台など複数のJ1クラブからオファーを受けた中、横浜F・マリノスに完全移籍。2017年2月25日、浦和レッズとの開幕戦で後半途中から投入され、決勝点を記録し勝利に貢献した。

### 松本山雅FC復帰
2018年、J2・松本山雅FCに完全移籍で3年ぶりに加入した。

### 名古屋グランパス
2018年7月、J1・名古屋グランパスへ完全移籍。風間八宏監督の志向するスタイルにすぐさま順応し、加入後の全試合（内最終3節を除く15試合に先発）に出場。チーム2位の7得点をマークしJ1残留に貢献した。2019年も主軸としてプレーし、チーム最多の9得点をマークするなど残留に大きく貢献したことにより、同年12月にはグランパスランクル賞を受賞した。
2020年、J1第5節・サガン鳥栖戦にてボレーシュートで決めたゴールが2月・7月度の月間ベストゴールとして表彰された。第9節・浦和レッズ戦では1試合4得点を記録、プロ入り初のハットトリックを達成した。

### FCユトレヒト
2021年12月13日、オランダ1部・エールディヴィジのFCユトレヒトに期限付き移籍することが発表された。2022年1月16日、第18節のアヤックス戦でデビュー。しかし、前半11分に相手ＤＦのリサンドロ・マルティネスと接触して左下腿骨折の重傷を負って交代した。全治8か月の重傷で、デビュー早々にシーズンを棒に振ることとなった。
2022年8月31日、名古屋グランパスは前田のユトレヒトへのレンタル期間をおよそ1シーズン、2023年6月30日まで延長する事を発表した。

### 名古屋グランパス復帰
2023年6月30日、期限付き移籍期間満了に伴い、名古屋へ復帰した。

### 浦和レッズ
2024年1月7日、出身地・さいたま市をホームタウンとする浦和レッズへ完全移籍で加入することが発表された。

### サンフレッチェ広島
2025年3月27日、サンフレッチェ広島に完全移籍で加入することが発表された。

## 人物
- 2017年3月23日、第一子が生まれたことが発表された。

## 所属クラブ
- 2001年 - 2002年 北浦和サッカースポーツ少年団（さいたま市立北浦和小学校）
- 2003年 - 2006年 東京ヴェルディジュニア（さいたま市立中尾小学校）
- 2007年 - 2009年 東京ヴェルディジュニアユース（さいたま市立東浦和中学校）
- 2010年 - 2012年 東京ヴェルディユース（西武台高校）
  - 2012年 東京ヴェルディ（2種登録選手）
- 2013年 - 2015年  東京ヴェルディ[19]
  - 2014年 - 2015年  Jリーグ・アンダー22選抜
  - 2015年  松本山雅FC（期限付き移籍）
- 2016年 - 2017年  横浜F・マリノス
- 2018年 - 同年7月  松本山雅FC
- 2018年7月 - 2023年  名古屋グランパス
  - 2022年 - 2023年  FCユトレヒト（期限付き移籍）
- 2024年 - 2025年3月  浦和レッズ
- 2025年3月 -  サンフレッチェ広島

## 個人成績
| 国内大会個人成績 | 国内大会個人成績 | 国内大会個人成績 | 国内大会個人成績 | 国内大会個人成績 | 国内大会個人成績 | 国内大会個人成績 | 国内大会個人成績 | 国内大会個人成績 | 国内大会個人成績 | 国内大会個人成績 | 国内大会個人成績 |
| 年度             | クラブ           | 背番号           | リーグ           | リーグ戦         | リーグ戦         | リーグ杯         | リーグ杯         | オープン杯       | オープン杯       | 期間通算         | 期間通算         |
| 年度             | クラブ           | 背番号           | リーグ           | 出場             | 得点             | 出場             | 得点             | 出場             | 得点             | 出場             | 得点             |
| 日本             | 日本             | 日本             | 日本             | リーグ戦         | リーグ戦         | リーグ杯         | リーグ杯         | 天皇杯           | 天皇杯           | 期間通算         | 期間通算         |
| ---------------- | ---------------- | ---------------- | ---------------- | ---------------- | ---------------- | ---------------- | ---------------- | ---------------- | ---------------- | ---------------- | ---------------- |
| 2012             | 東京V            | 38               | J2               | 4                | 0                | -                | -                | 0                | 0                | 4                | 0                |
| 2013             | 東京V            | 27               | J2               | 18               | 1                | -                | -                | 0                | 0                | 18               | 1                |
| 2014             | 東京V            | 11               | J2               | 26               | 3                | -                | -                | 0                | 0                | 26               | 3                |
| 2015             | 松本             | 22               | J1               | 31               | 3                | 3                | 1                | 3                | 1                | 37               | 5                |
| 2016             | 横浜FM           | 25               | J1               | 13               | 2                | 7                | 0                | 4                | 0                | 24               | 2                |
| 2017             | 横浜FM           | 25               | J1               | 19               | 4                | 4                | 0                | 5                | 1                | 28               | 5                |
| 2018             | 松本             | 25               | J2               | 16               | 3                | -                | -                | 2                | 0                | 18               | 3                |
| 2018             | 名古屋           | 25               | J1               | 18               | 7                | -                | -                | 0                | 0                | 18               | 7                |
| 2019             | 名古屋           | 25               | J1               | 29               | 9                | 10               | 1                | 0                | 0                | 39               | 10               |
| 2020             | 名古屋           | 25               | J1               | 30               | 7                | 3                | 0                | -                | -                | 33               | 7                |
| 2021             | 名古屋           | 25               | J1               | 34               | 3                | 5                | 1                | 3                | 0                | 42               | 4                |
| オランダ         | オランダ         | オランダ         | オランダ         | リーグ戦         | リーグ戦         | リーグ杯         | リーグ杯         | KNVBカップ       | KNVBカップ       | 期間通算         | 期間通算         |
| 2021-22          | ユトレヒト       | 7                | エールディヴィジ | 1                | 0                | -                | -                | 0                | 0                | 1                | 0                |
| 2022-23          | ユトレヒト       | 30               | エールディヴィジ | 11               | 0                | -                | -                | 4                | 1                | 15               | 1                |
| 日本             | 日本             | 日本             | 日本             | リーグ戦         | リーグ戦         | リーグ杯         | リーグ杯         | 天皇杯           | 天皇杯           | 期間通算         | 期間通算         |
| 2023             | 名古屋           | 25               | J1               | 11               | 0                | 4                | 0                | 1                | 0                | 16               | 0                |
| 2024             | 浦和             | 38               | J1               | 24               | 2                | 2                | 0                | -                | -                | 26               | 2                |
| 2025             | 浦和             | 30               | J1               | 3                | 0                | -                | -                | -                | -                | 3                | 0                |
| 2025             | 広島             | 41               | J1               |                  |                  |                  |                  |                  |                  |                  |                  |
| 通算             | 日本             | 日本             | J1               | 212              | 37               | 38               | 3                | 16               | 2                | 266              | 42               |
| 通算             | 日本             | 日本             | J2               | 64               | 7                | -                | -                | 2                | 0                | 66               | 7                |
| 通算             | オランダ         | オランダ         | エールディヴィジ | 12               | 0                | -                | -                | 4                | 1                | 16               | 1                |
| 総通算           | 総通算           | 総通算           | 総通算           | 288              | 44               | 38               | 3                | 22               | 3                | 348              | 50               |

- 2012年は2種登録選手

その他の公式戦
| 2014   | J-22   | -      | J3     | 0 | 0 | 0 | 0 |
| 2015   | J-22   | -      | J3     | 2 | 0 | 2 | 0 |
| 通算   | 日本   | 日本   | J3     | 2 | 0 | 2 | 0 |
| 総通算 | 総通算 | 総通算 | 総通算 | 2 | 0 | 2 | 0 |

| 国際大会個人成績 | 国際大会個人成績 | 国際大会個人成績 | 国際大会個人成績 | 国際大会個人成績 |
| 年度             | クラブ           | 背番号           | 出場             | 得点             |
| AFC              | AFC              | AFC              | ACL              | ACL              |
| ---------------- | ---------------- | ---------------- | ---------------- | ---------------- |
| 2021             | 名古屋           | 25               | 8                | 1                |
| 通算             | AFC              | AFC              | 8                | 1                |

- Jリーグ初出場 - 2012年10月21日 J2第39節・栃木SC戦（味の素スタジアム）
- Jリーグ初得点 - 2013年4月14日 J2第8節・ガイナーレ鳥取戦（味の素スタジアム）

## タイトル

### クラブ
東京ヴェルディユース
- 高円宮杯 JFA U-18サッカープレミアリーグEAST：1回（2012年）
- 日本クラブユースサッカー選手権 (U-18)大会：2回（2010年、2011年）
- 東京都サッカートーナメント：1回（2010年）

名古屋グランパス
- Jリーグカップ：1回（2021年）

### 個人
- J1リーグ月間ベストゴール：1回（2020年2・7月）

## 代表歴
- U-23日本代表
  - 2016年 - トゥーロン国際大会